# 横手市立金沢中学校
横手市立金沢中学校（よこてしりつ かねざわちゅうがっこう）は、秋田県横手市金沢中野にかつて存在した公立中学校。

## 概要
金沢中学校は、戦後の学制改革によって1947年（昭和22年）に開校した学校であったが、2013年（平成25年）に横手北中学校へ統合し、閉校した。横手市北東部の金沢地区に位置し、後三年合戦関連遺跡のある「陣館」と呼ばれる丘陵地に校舎を構える。
閉校時まで使用された校舎は1983年（昭和58年）竣工の鉄筋コンクリート構造の教室・管理棟（1145.54m2）、特別教室棟（609.09m2）と、鉄骨構造の体育館（709.22m2）で構成される。土地面積は7,227.56m2。

## 沿革

### 略歴
1947年4月1日に施行された学校教育法により「中学校」が設けられることになり、旧横手市内には8つの中学校が誕生、金沢中学校もここで誕生している。ただ、発足時点では金沢小学校に併設する形で開校しており、独立校舎が竣工したのは1949年であった。当時は資金や物資が不足しており、八幡神社参道の大木を材木として利用し、土地の造成は3年生の生徒が放課後や休日を使い行ったという。
1956年9月30日に金沢町が横手市に編入し「横手市立金沢中学校」と改称。なお、旧金沢町の北部は1958年4月22日に仙南村（現・美郷町）へ分市し、北部と南部の両派に分かれて対立が起こるなどして学校教育にも影響を及ぼした。
1982年には火災により校舎が消失。翌年に再建され、その校舎が閉校まで使用されることになった。
少子化に伴う中学校再編により、2013年4月に横手西中学校・鳳中学校と共に横手北中学校へと統合され、閉校した。

### 年表
以下、注釈の無い項目は学校のウェブサイトによるもの。
- 1947年4月1日 - 「仙北郡金沢町立金沢中学校」として開校。
- 1949年
  - 12月10日 - 新校舎落成式挙行。
  - 12月15日 - 開校式挙行。
- 1950年11月3日 - 体育館竣工。
- 1952年9月1日 - 東側校舎竣工。
- 1956年
  - 9月30日 - 金沢町が横手市に編入し、「横手市立金沢中学校」と改称。
  - 11月10日 - 校舎新館竣工。
- 1982年
  - 5月15日 - 校舎にて火災発生、新館を残し焼失。
  - 5月17日～12月2日 - 上記の火災発生により校舎が焼失したため、金沢小学校にて授業を行う。
- 1983年
  - 1月8日 - 竣工式挙行。
  - 5月13日 - 「陣館の庭」を現在地へ移転。
  - 10月17日 - 運動場、テニスコート竣工。
  - 11月26日 - 特別教室竣工式挙行。
  - 12月3日 - 校舎、屋外運動場完工式挙行。
- 2013年3月31日 - 閉校。

## 周辺
- 国道13号
- 道の駅美郷
- 後三年合戦金沢資料館
- 金沢孔城館（金沢地区交流センター、旧横手市立金沢小学校）

## 著名出身者
- 村田辰美 (プロ野球選手)